# 옵소닌
옵소닌(영어: opsonin)은 물질이나 세포와 결합할 때 식세포 작용을 조장하는 세포 밖 단백질이다. 옵소닌은 체내의 사물에 이름을 붙이는 태그 역할을 한다. 병균, 암세포, 늙은 세포, 사망했거나 죽어가는 세포, 과도한 시냅스를 포함한 식세포 활동을 하는 대상에 태그를 붙일 수 있다. 옵소닌은 사망했거나 죽어가는 세포뿐 아니라 병균을 청소하는 일을 도와준다.

## 같이 보기
- 식세포